# Hanns Weinberg (Publizist)
Hanns Weinberg (geboren 4. Juni 1891 in Horst-Emscher, Provinz Westfalen, Königreich Preußen; gestorben nach 1955) war ein sozialistischer Publizist in Düsseldorf.

## Leben und Wirken
Hanns Weinberg lebte als Schriftsteller wahrscheinlich in der Umgebung von Düsseldorf. 1928 hatte er Kontakt zum dortigen Schauspielhaus. 1930 reiste er für einige Zeit nach Moskau, wahrscheinlich vermittelt durch die KPD. 1929 und 1931 wohnte er in Düsseldorf in der Kirchfeldstraße 109.
Später wandte er sich der gemäßigteren KPO (Kommunistische Partei-Opposition) zu, für die er nach 1933 Texte für die illegale Druckschrift Juniusbriefe verfasste und verteilte. 1935 wurde er dafür verhaftet.
1949 und 1952 lebte er in Bad Brückenau in Unterfranken (das ein Heilbad hat). 1955 lebte er wieder in Düsseldorf.

## Publizistisches Schaffen
Hanns Weinberg schrieb für die linksgerichtete Tageszeitung General-Anzeiger für Dortmund etwa zwischen 1929 und 1933. Dort berichtete er 1931 ausführlich über seine Moskau-Reise, auch mit kritischen Einschätzungen. In weiteren Texten setzte er sich mit nationalsozialistischen Aktivitäten auseinander.
Außerdem sind zwei Bücher von ihm bekannt
- Staatsanwalt Dennoch. Roman, Fackelreiter-Verlag, Hamburg-Bergedorf 1929.
- Wenn die Köpfe rollen. Justizkomödie, 1933.[9]